# Avaliação de ameaças
A avaliação de ameaças é a prática de determinar a credibilidade e a seriedade de uma ameaça potencial, bem como a probabilidade de que a ameaça se torne realidade. A avaliação de ameaças é separada da prática mais estabelecida de avaliação de risco de violência, que tenta prever a capacidade geral e a tendência de um indivíduo de reagir a situações violentamente. Em vez disso, a avaliação de ameaças visa interromper as pessoas num caminho para cometer "violência predatória ou instrumental, o tipo de comportamento associado a ataques direcionados", de acordo com J. Reid Meloy, PhD, coeditor do International Handbook of Threat Assessment. "A violência predatória e afetiva são modos amplamente distintos de violência."
As avaliações de ameaças são geralmente conduzidas por agências governamentais como o FBI e a CIA à escala de segurança nacional. No entanto, muitas empresas privadas também podem oferecer recursos de avaliação de ameaças direcionados às necessidades de indivíduos e empresas.

## Componentes
A avaliação de ameaças envolve vários componentes principais:
- Identificação: Identificar ameaças de cometer um ato potencialmente desfavorável. As autoridades também devem comunicar que as denúncias serão tratadas com cuidado e responsabilidade; entendendo que as pessoas que denunciam ameaças podem temer injustamente envolver outra pessoa, envolver-se em problemas ou ambos.
- Avaliação Inicial: Determinar a gravidade da ameaça. Isto pode envolver profissionais de segurança, orientadores escolares, supervisores ou gerentes de recursos humanos conversando com a pessoa em questão e os seus colegas e supervisores, além de consultar redes sociais para avaliar melhor se a pessoa está a planear violência ou não, bem como avaliar a situação de vida atual da pessoa.
- Gestão de Casos: Desenvolver planos de intervenção para abordar o problema subjacente, como bullying, ansiedade e/ou depressão, para o qual os profissionais de saúde mental são treinados. Nos casos em que a avaliação revela uma ameaça real, as autoridades policiais e outros profissionais desenvolvem um plano para interromper o potencial caminho para a violência. A curto prazo, isto pode significar alertar potenciais vítimas e conter o indivíduo. A longo prazo, significa redirecionar alguém que possa estar nesse caminho.
- Avaliação de acompanhamento e planeamento de segurança: dependendo da ameaça, explícita ou implícita, histórico passado ou ameaças atuais de violência, a pessoa que determina a viabilidade de uma ameaça precisa de avaliar criticamente a natureza contínua da ameaça, observando continuamente os indicadores de Atualidade-Gravidade-Intensidade-Frequência da ameaça pelo sujeito.[7]

## Áreas de necessidade
A avaliação de ameaças é relevante para muitas empresas e outros locais, incluindo escolas. Profissionais de avaliação de ameaças, que incluem psicólogos e agentes policiais, trabalham para identificar e ajudar potenciais infratores, orientando os alunos a superar fontes subjacentes de raiva, desesperança ou desespero . Estes sentimentos podem aumentar o risco de suicídio, uso de álcool e drogas, abuso físico, abandono escolar e atividade criminosa de um aluno. A avaliação de ameaças também se aplica à gestão de riscos. Os gestores de risco de segurança de informações geralmente realizam uma avaliação de ameaças antes de desenvolver um plano para mitigar essas ameaças.
Numa audiência com o Senador King em 2022, um alto oficial militar dos EUA foi repreendido pelo Senador King, presidente da comissão, porque a avaliação da ameaça em torno do conflito russo com a Ucrânia não se aproximava nem de perto do resultado real. O Senador King comentou que armas adicionais poderiam ter sido enviadas pelo governo dos EUA mais rapidamente para auxiliar a defesa da Ucrânia se uma avaliação mais confiável tivesse sido realizada.[carece de fontes?]

## Escolas
Muitos estados dos EUA exigem que as escolas tenham avaliações de ameaças, incluindo Flórida, Kentucky, Maryland, Ohio, Pensilvânia, Rhode Island, Texas, Virgínia, e o estado de Washington, de acordo com um artigo da EdWeek de 2023  citando Everytown, uma organização que defende a segurança das armas de fogo.
O artigo de 2023 "A state mandated school threat assessment: Here's what it means for students" analisa os resultados de um estudo financiado pelo Departamento de Justiça dos EUA que analisou 23.000 avaliações de ameaça de alunos feitas na Flórida no ano letivo de 2021-2022. Como o estudo mais abrangente até agora feito por investigadores da Universidade da Virgínia, o artigo afirma que as avaliações feitas naquele ano produziram resultados mistos. As principais conclusões são que dados melhores precisam de ser coletados por estados e distritos escolares para garantir justiça, que as avaliações de ameaça precisam ser totalmente financiadas para oferecer suporte a alunos com dificuldades, que sessenta e quatro por cento das ameaças estudantis estudadas foram transitórias e que alunos negros foram desproporcionalmente encaminhados para avaliações de ameaça.
Após o tiroteio de 2024 numa escola secundária de Windor, Geórgia, que resultou em quatro mortes, a Education Week analisou o assunto no artigo "Why responding to student threats is so complicated.". Este caso teve relatórios ao FBI em 2023, mas estes relatórios não levaram a uma identificação conclusiva do menino de 13 anos que, cerca de um ano depois, usou uma arma estilo AR-15 na Apalachee High School.
O artigo analisa como havia muitos sistemas em ação entre o Gabinete de Campo do FBI em Atlanta, o Gabinete do Xerife do Condado de Jackson, que alertou as escolas da área, e o Distrito Escolar do Condado de Barrow, que ficava próximo ao Condado de Jackson, mas não foi determinado se eles receberam o aviso, e nenhuma equipa de avaliação de ameaças estava presente na escola onde o tiroteio aconteceu.
Dados federais dizem que para o ano letivo de 2023-2024 oitenta e cinco por cento das escolas públicas têm equipas de avaliação de ameaças comportamentais ou algo semelhante. Surgem problemas com diferentes leis estaduais e ampla variação nas práticas que elas usam (baseada em evidências é uma conhecida como Diretrizes Abrangentes de Avaliação de Ameaças Escolares ), bem como o que é considerado uma ameaça, de acordo com o artigo da Ed Week.
Outro artigo da Ed Week de 2024 "How Columbine shaped 25 years of school safety". Este artigo narra como as avaliações de ameaças foram recomendadas após o massacre de 1999 na Columbine High School em Littleton, Co., mas as escolas ainda lutam para acertar.
Um artigo de 2022 da revista New Yorker, "Can researchers show that threat assessment stops mass shootings?" afirma que não existem evidências definitivas de que as avaliações de ameaças impeçam tiroteios em escolas. No entanto, a vantagem das avaliações de ameaças pode ser uma comunidade escolar mais acolhedora quando alunos com dificuldades recebem apoio.
Um caso na Califórnia que desafiou a prática de avaliações de ameaças foi o caso Taft Union, abordado no artigo da Psychology Today "Threat Assessment Team Negligence: The Taft Union Case.". Este artigo descreve as etapas para evitar negligência em avaliações de ameaças com base num tiroteio escolar em 2013, onde um aluno, Brian O., chegou ao primeiro período com uma espingarda, disparou e deixou um ferimento no peito de um aluno e quase acertou noutro antes de Brian render-se. O. foi condenado criminalmente e sentenciado a 27 anos de prisão.
O processo civil subsequente do Tribunal de Recurso da Califórnia concluiu em 2022 que houve 54 por cento de negligência por parte da equipa de avaliação e gestão de ameaças e concedeu 3,8 milhões de dólares ao autor, Bowe Cleveland, que foi baleado no peito.
Houve mais incidentes cobertos pelos média onde o preconceito pode ter afetado a vida dos alunos quando eles foram determinados como ameaças, conforme mostrado nos artigos do cbs8.com sobre o estigma de longo prazo de ser falsamente determinado como uma ameaça e um garoto de doze anos sendo preso e posteriormente acusado de um crime em relação a uma sua mensagem no Snapchat em San Diego, Califórnia.
Existem também evidências de que os estudantes negros e hispânicos são ameaças desproporcionalmente determinadas, assim como os estudantes com deficiência.
No artigo de 2016 do Oregonian/OregonLive "Targeted: A Family and the Quest to Stop the Next School Shooter" (Alvo: Uma Família e a Busca para Deter o Próximo Atirador Escolar), um garoto de dezesseis anos com autismo acaba abandonando a escola após ser selecionado para uma avaliação de ameaça. A família permitiu que o repórter tivesse acesso total à sua experiência de não conseguir obter informações do distrito e do seu filho se sentir discriminado e criminalizado. A "ameaça" acabou sendo determinada como um mal-entendido.

O livro "Trigger Points", de Mark Follman (editor de assuntos nacionais da revista Mother Jones), aborda avaliações de ameaças e relaciona-as com a consciencialização sobre o comportamento de perseguição após o assassinato de John Lennon e o assassinato de Ronald Reagan. Follman elabora como o campo da avaliação comportamental de ameaças surgiu inicialmente das investigações de assassinos em série do Serviço Secreto e do FBI. A sua tese é que estas avaliações têm o potencial de impedir tiroteios em escolas.